# Hands Tied
Singles de Toni Braxton
Make My Heart
(2010) Woman
(2010)
Hands Tied est une chanson de la chanteuse Toni Braxton, sortie le 9 février 2010. Troisième single extrait de l'album Pulse, elle est écrite par Heather Bright, Oak, Harvey Mason, Jr et composée par Oak.

## Composition
"Hands Tied" est une ballade R&B qui parle des conséquences du mariage, de par les termes mains liées.

## Performance commerciale
La chanson obtient la 29e meilleure position du Billboard Top R&B/ Hip-Hop Albums.

## Vidéoclip
La vidéo est dirigée par Bille Woodruff. Dans la vidéo, on y voit Toni habillé de manière sexy dansant une pole dance, faisant un strip-tease devant une horde d'hommes qui n'ont pas le droit de la toucher. Toni Braxton Hands Tied official vidéo Youtube

## Pistes et formats
Téléchargement légal
1. "Hands Tied" — 3:48

## Classement hebdomadaire
| Chart (2010)                              | Peak position |
| ----------------------------------------- | ------------- |
| US Hot R&B/Hip-Hop Songs[réf. nécessaire] | 29            |